# Rhoikos van Samos
Rhoikos (Oudgrieks: Ῥοῖκος, Rhoĩkos)  (640 v.Chr.) was de zoon van Phileas uit Samos.
Hij wordt samen met zijn zoon Theodoros voor de uitvinder van het metaalgieten gehouden. In de tempel van Artemis in Efeze stond van hem een standbeeld van Nyx (personificatie van de Nacht).
Hij was ook architect en stichtte de tempel van Hera in Samos. Samen met Smilis en Theodoros bouwde hij het labyrint op Lemnos.

## Referentie
- art. Rhoecus (2), in F. Lübker - trad. ed. J.D. Van Hoëvell, Classisch Woordenboek van Kunsten en Wetenschappen, Rotterdam, 1857, p. 831.